# 뮤직앤뉴
주식회사 뮤직앤뉴(영어: Music&New)는 넥스트엔터테인먼트월드의 자회사로, 음악 콘텐츠 제작과 유통을 전문으로 하는 대한민국의 기업이다.

## 소속 아티스트

### 그룹
- 써니힐
- 젠블루

## 과거 소속 아티스트
- 린[1]
- 빅 마마[2][3]
- 엠씨 더 맥스 (2012년~2016년)[4][5]
- 오늘[6]
- 스윗소로우[7]
- 바이브[8]